# Erhard Grzybek
Erhard Albert Rudolf Grzybek est un historien allemand de l’Antiquité, né le 18 février 1939 à Hohenstein (province de Prusse-Orientale) et mort à Genève le 19 novembre 2016.

## Biographie
Erhard Grzybek, de confession luthérienne, étudie l’histoire ancienne, l’égyptologie et la langue et la littérature coptes et, il obtient une licence ès lettres (A égyptologie) en 1980 ou 1981 de l'Université de Genève, et, en 1987, il obtient le titre de docteur ès lettres (Histoire de l'Antiquité) de l’Université de Genève avec la thèse Du calendrier macédonien au calendrier ptolémaïque. Problèmes de chronologie hellénistique.
A l'Université de Genève il enseigne à partir de 1980, d’abord en qualité de chargé de cours, puis de maître de l'enseignement et de la recherche (MER) à partir de 1991. De plus, il enseigne sa discipline à l'Université de Lausanne et à l'Université de Dijon, et, dès 2001, il devient professeur titulaire  d’histoire ancienne à l’Université de Genève. De 2004 à 2008, il est président de la Société Internationale d’Études Néroniennes (SIEN), association de savants et de chercheurs qui se fixent comme but de promouvoir, même au-delà du règne de Néron, des recherches sur l’histoire de l’Empire romain au Ier siècle.
Ses travaux traitent essentiellement l’histoire des royaumes hellénistiques et de l’Orient gréco-romain, ainsi que du peuple juif à l’époque impériale.

## Publications
- Pharao Caesar in einer demotischen Grabschrift aus Memphis, Museum Helveticum 35 (1978)
- La lex de piratis persequendis, Museum Helveticum 35 (1978), en collaboration avec Adalberto Giovannini
- Der Name der Insel Zypern im Dekret von Kanopos, Bull. de la Soc. d’égyptologie Genève 1 (1979)
- Roms Bündnis mit Byzanz (Tac. ann. 12, 62), Museum Helveticum 37 (1980)
- Zu Philipp II. und Alexander dem Grossen, Ancient Macedonia 4 (1986)
- Die griechische Konkubine und ihre "Mitgift" (P. Eleph. 3 und 4), Zeitschr. f. Papyr. u. Epigr. 76 (1989)
- Du calendrier macédonien au calendrier ptolémaïque. Problèmes de chronologie hellénistique, Schweiz. Beitr. zur Altertumswissensch. 20, Basel (1990)[5],[6],[7]
- L’histoire antique et ses enseignements: l’exemple des réfugiés, Cah. de la Fac. des lettres Genève 3/2 (1990)
- Zu einer babylonischen Königsliste aus der hellenistischen Zeit (BM 35603), Historia 41 (1992)
- Eine Inschrift aus Beroia und die Jahreszählweisen der Diadochen, Ancient Macedonia 5 (1993)
- Die Vielsprachigkeit der kleinasiatischen Welt: Pixodaros und der Volksbeschluss von Xanthos, Kadmos 37 (1998)
- L’Édit de Nazareth et la politique de Néron à l’égard des chrétiens, Zeitschr. f. Papyr. u. Epigr. 120 (1998), en collaboration avec Marta Sordi
- L’astrologie et son exploitation politique: Néron et les comètes, Neronia 5 (1999)
- Le meurtre et son châtiment dans la Macédoine antique, Ancient Macedonia 6 (1999)
- La répression à Alexandrie en 41 apr. J.-C. et le problème des délégations juives envoyées à Rome (CP Jud II 153, 90 – 92), Rev. hist. de droit français et étranger 77 (1999)
- Un texte antijuif, prétexte à une attaque contre l’empereur Claude (CP Jud II 156 d), Recherches récentes sur le monde hellénistique, Bern (2001)
- Les premiers chrétiens et Rome, Neronia 6 (2002)
- Coptos et la route maritime des Indes, Autour de Coptos, Topoi Suppl. 3 (2002)
- Nyon à l’époque romaine et sa lutte contre le brigandage, Geneva 50 (2002)
- Der 10. Ptolemäer und das Land Punt : Geschichtsverfälschung oder damnatio memoriae im Horustempel von Edfu?, Mélanges A. Hurst (2005)
- Octavien et la prise d’Alexandrie en 30 av. J.-C. : deux notes chronologiques, Neronia 7 (2007)
- La mort de Cambyse, Mélanges J.-M. Croisille (2008)
- Le pouvoir des reines lagides : son origine et sa justification, Égypte – Grèce – Rome. Les différents visages de femmes antiques, Bern (2008)[8]
- Der Prozess Jesu. Jüdische Justizautonomie und römische Strafgewalt. Eine philologisch-verfassungsgeschichtliche Studie, München (2008),en collaboration avec Adalberto Giovannini
- Rhodische Inschriften, Zeitschr, f. Papyr. u. Epigr. 165 (2008)
- Rome et la culture écrite étrangère : Domitien et ses obélisques à Rome et à Bénévent, Neronia 8 (2010)